# Нижняя Тайменка
Нижняя Тайменка — деревня в Яшкинском районе Кемеровской области России. Входит в состав Акациевского сельского поселения.

## История
Основана в 1601 году. В «Списке населенных мест Российской империи» 1868 года издания населённый пункт упомянут как заводская деревня Тайменка 1-я (Тальменская) Томского округа (2-го участка) при реке Томи, расположенная в 104 верстах от губернского города Томска. В деревне имелось 48 дворов и проживало 290 человек (135 мужчин и 155 женщин).
В 1911 году в деревне Нижне-Тайменка, входившей в состав Пачинской волости Томского уезда, имелось 75 дворов и проживало 505 человек (265 мужчин и 240 женщин). Действовала церковно-приходская школа.
По данным 1926 года имелось 175 хозяйств и проживало 818 человек (в основном — русские). В административном отношении деревня являлась центром Нижнетайменского сельсовета Поломошинского района Томского округа Сибирского края.

## География
Деревня находится в северной части Кемеровской области, в юго-восточной части Западно-Сибирской равнины, на правом берегу реки Томи, на расстоянии примерно 23 километров (по прямой) к юго-западу от посёлка городского типа Яшкино, административного центра района. Абсолютная высота — 108 метров над уровнем моря.

### Часовой пояс
Деревня Нижняя Тайменка, как и вся Кемеровская область, находится в часовой зоне МСК+4. Смещение применяемого времени относительно UTC составляет +7:00.

## Население
| 2010 |
| ---- |
| 96   |

Гендерный состав
По данным Всероссийской переписи населения 2010 года в гендерной структуре населения мужчины составляли 54,2 %, женщины — соответственно 45,8 %.
Национальный состав
Согласно результатам переписи 2002 года, в национальной структуре населения русские составляли 89 % из 89 чел.

## Улицы
Уличная сеть деревни состоит из четырёх улиц.